# 6085 Fraethi
A 6085 Fraethi (ideiglenes jelöléssel 1987 SN3) a Naprendszer kisbolygóövében található aszteroida. Poul Jensen fedezte fel 1987. szeptember 25-én.